# Carl Friedrich Weidemann (Musiker)

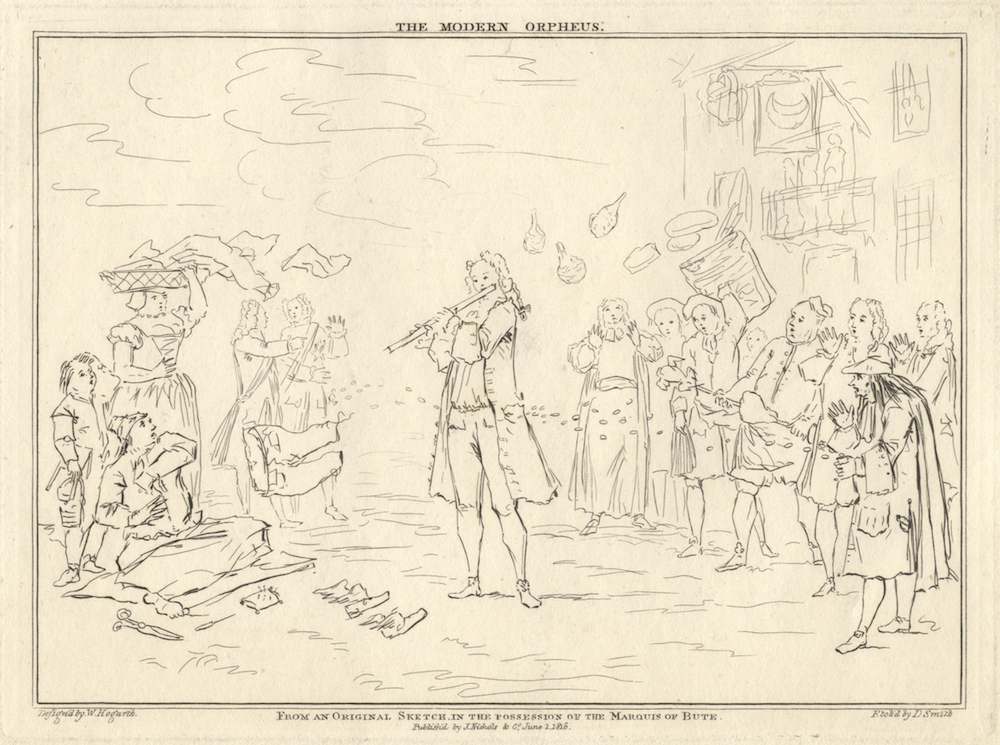
Carl Friedrich Weidemann als Modern Orpheus, nach einer Zeichnung von William Hogarth

Carl Friedrich Weidemann, auch Charles Frederick Weidemann, Carl Friedrich Weideman, Carl Friedrich Weidmann, Carl Friedrich Wiedeman (* um 1704; † 24. Mai 1782 in London) war ein in London wirkender deutscher Flötist und Komponist.

## Leben
Über Carl Friedrich Weidemanns Herkunft und Ausbildung ist nichts bekannt. Vor dem Oktober 1724 kam er nach London. Im Frühjahr 1725 spielte er als Flötist in Georg Friedrich Händels Oper Tamerlano im New Theatre, Haymarket. Als Johann Joachim Quantz 1727 nach London kam, galt Weidemann bereits als einer der führenden Flötisten der Stadt. Er spielte als Flötist und Oboist vor allem in Händels Orchester und lehrte das Spiel auf der German Flute (Querflöte). Manche Flötenpartien in Händels Werken waren auf ihn zugeschnitten. Ardal Powell meint, er könnte Teil der musical/homosexual underworld Londons gewesen sein.
Im April 1738 zählte er neben Michael Christian Festing zu den Begründern der Wohltätigkeitseinrichtung Fund for the Support of Decayed Musicians and their Families, die später als Royal Society of Musicians of Great Britain bekannt wurde und die auch Händel unterstützte. Für das Jahr 1751 wurde er als einer von drei Governors der Royal Society bestimmt, die für die Leitung, die Organisation und das Programm der Publick Performance am Jahresende verantwortlich waren.
Als Nachfolger des 1750 verstorbenen Giuseppe Sammartini übernahm Weidemann als music master von Friedrich Ludwig von Hannover den Flötenunterricht des späteren Königs Georg III. Nach der Thronbesteigung von Georg III. 1760 wurde Weidemann im Königlichen Orchester The King’s Band of Musicians angestellt und war Assistant Master of the King's Musick unter William Boyce. Er war auch für die Gestaltung der Festmusiken zu den königlichen Geburtstagsfeiern zuständig und schrieb eine Reihe von Menuetten für Hofbälle.
Weidemann blieb unverheiratet. Er lebte zur Untermiete in der Nähe des St. James’s Place. Sein Erbe vermachte er dem Oboisten Peter Philip Eiffert (1711(?)–1793).

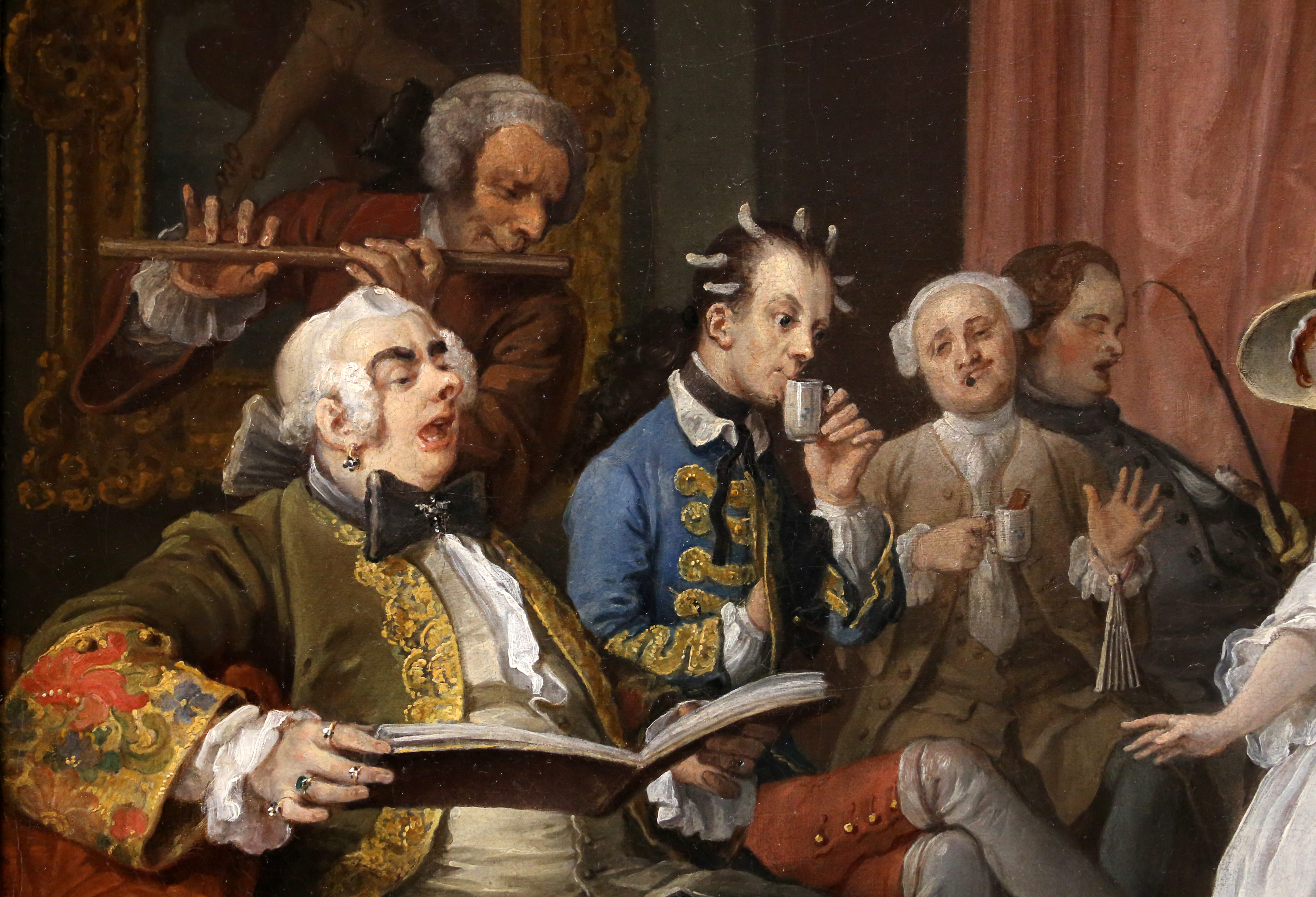
The countess’s morning levee (Ausschnitt)

Der Flötist in William Hogarths viertem Gemälde aus der satirischen Serie Marriage a-la-Mode, The Toilette oder The countess’s morning levee, wird traditionell als Carl Friedrich Weidemann identifiziert. Hogarths satirische Darstellungen fanden als Kupferstiche weite Verbreitung. Der Flötist ist hinter einem dickleibigen Sänger, der vermutlich den Kastraten Giovanni Carestini karikiert, und direkt unter einem Gemälde positioniert, das den Raub des Ganymed darstellt. Georg Christoph Lichtenberg schreibt darüber:

„Hinter ihm steht unser Landsmann, der berühmte Virtuose auf der deutschen Flöte (so heißt die Querflöte in England), Weidemann. Ich müßte mich sehr irren, oder es lauert in dem rechten Augenwinkel sowohl als Mundwinkel eine Art gutmüthiger Schelmerei, die am Ende, zumal mit der Habichtsnase zusammen genommen, für den ehrlichen Mann einnimmt. Er scheint beim Blasen selbst zu lächeln. In einer Gesellschaft, wo jedes Gesicht und jede Geberde so reich an Lachstoff ist, ist es schwer zu sagen, worüber er lächelt, sobald man annimmt, daß er einmal über die Noten weggeblickt hat. Doch erfordert es Herrn Weidemann's Virtuosen-Ehre, hier anzunehmen, er habe nie weggesehen. Dann aber bliebe, um das Lächeln zu erklären, nichts übrig, als etwa ein geheimer Kostenüberschlag ihrer beiderseitigen Instrumente. Wie viel Geld bezahlte ich für meine Flöte, und was bezahlte der Castrat für seine Pfeife an Geldeswerth? Neutralität ist nicht in Weidemann's Miene.“

Neuerdings hält Bernd Krysmanski dies jedoch für eine satirische Darstellung Friedrichs des Großen.

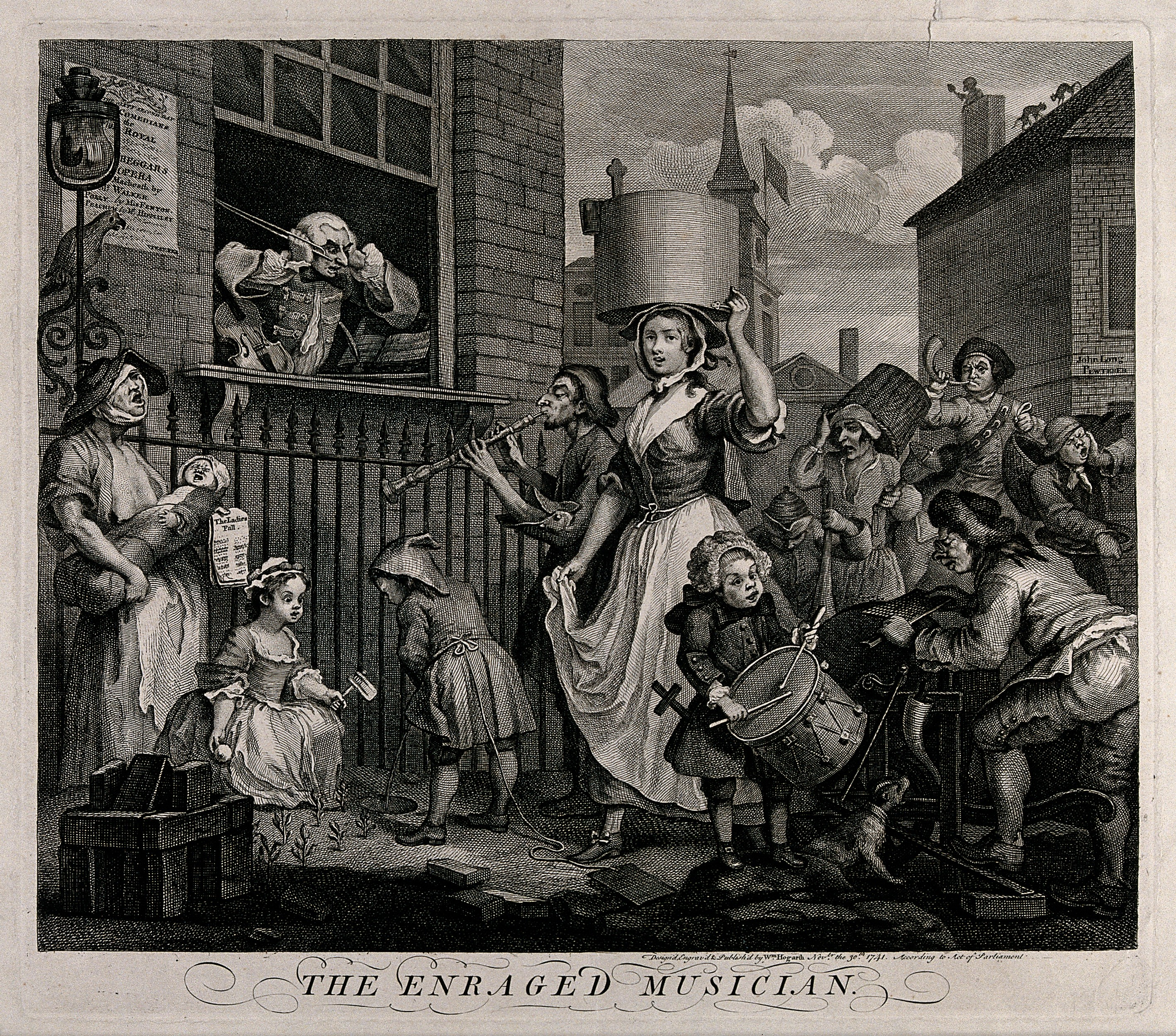
The Enraged Musician (1741)

Weidemann ist auch das Sujet eines weiteren Werks von Hogarth: The Modern Orpheus zeigt ihn, wie er beim Flötenspiel auf der Straße seine Zuhörer in den Bann nimmt. Nahrungsmittel, Münzen und andere Gegenstände werden ihm zugeworfen.
Es ist auch angenommen worden, dass Weidemann die Vorlage für die Darstellung des Straßen-Oboisten in Hogarths satirischem Kupferstich The Enraged Musician lieferte.

## Werke
- op. 1: 12 Solo-Sonaten für Flöte und Basso continuo (ca. 1737)[11]
- op. 2: 6 „Concertos in seven parts“ für 1 bis 2 Flöten und Streicher (ca. 1746)
- op. 3: 6 Sonaten für Flöte(n), Violine und Basso continuo (1751)
- op. 4: 6 Duette für 2 Flöten (ca. 1751)
- op. 5: Zweites Set von 12 Solo-Sonaten für Flöte und Basso continuo (ca. 1760)
- op. 6: 6 Duette für 2 Flöten (ca. 1765)
- op. 7: 6 „Concertos in eight parts“ für 2 Flöten, 2 Hörner ad libitum und Streicher (ca. 1766)
- op. 8: 6 Quartette für Flöte, Violine, Viola und Cello (1773)